# Altendorf (Altenburg)
Altendorf ist eine Ortslage des Ortsteiles Kosma der Skat- und Residenzstadt Altenburg in Thüringen.

## Lage
Altendorf befindet sich direkt südwestlich am Stadtrand von Altenburg und wird von der Landesstraße 1302 mit den Bundesstraßen 180, 7 und 93 verkehrsmäßig verbunden. Der Ort befindet sich im Übergang der Leipziger Tieflandsbucht zum Erzgebirgsvorland, im Altenburger-Zeitzer-Lösshügelland. Altendorf befindet sich am rechten Ufer der Blauen Flut.

## Geschichte
Zwischen 1181 und 1214 wurde der Weiler als Aldindorf erstmals urkundlich genannt. Der Ort war ursprünglich ein Rundling aus fünf Anwesen. Nach dem Dorfbrand von 1565 verblieben nur noch drei Gehöfte und das ehemalige Chausseehaus, womit der Charakter eines Weilers entstand. Um den Ort existierte einst eine Vielzahl von kleinen Teichen. Bereits im Jahre 1463 legte man von hier hölzerne Rohre zur Wasserversorgung der Altenburger Altstadt. Altendorf Ort gehörte zum wettinischen Amt Altenburg, welches ab dem 16. Jahrhundert aufgrund mehrerer Teilungen im Lauf seines Bestehens unter der Hoheit folgender Ernestinischer Herzogtümer stand: Herzogtum Sachsen (1554 bis 1572), Herzogtum Sachsen-Weimar (1572 bis 1603), Herzogtum Sachsen-Altenburg (1603 bis 1672), Herzogtum Sachsen-Gotha-Altenburg (1672 bis 1826). Bei der Neuordnung der Ernestinischen Herzogtümer im Jahr 1826 kam der Ort wiederum zum Herzogtum Sachsen-Altenburg. Nach der Verwaltungsreform im Herzogtum gehörte er bezüglich der Verwaltung zum Ostkreis (bis 1900) bzw. zum Landratsamt Altenburg (ab 1900). Das Dorf gehörte ab 1918 zum Freistaat Sachsen-Altenburg, der 1920 im Land Thüringen aufging.
Am 1. Oktober 1922 wurde der Ort erstmals in die damals kreisfreie Stadt Altenburg angegliedert, jedoch am 1. August 1924 wieder ausgegliedert. Die selbstständige Gemeinde Altendorf unterstand dem Landkreis Altenburg. Erst am 1. April 1935 wurde der Weiler endgültig nach Kosma eingemeindet, genauso wie drei Jahre später Kürbitz und Schlöpitz, eine heutige Wüstung.
1953 wurde die LPG Typ III Freies Land in Kosma gegründet. Bis 1967 waren auch alle Bauern aus Altendorf in dieser vertreten. Ein noch heute existierender Holzfachmarkt wurde bereits 1948 gegründet. Neben diesem ist Altendorf vor allem für das hier ansässige Bordell bekannt.
Bei der zweiten Kreisreform in der DDR wurden 1952 die bestehenden Länder aufgelöst und die Landkreise neu zugeschnitten. Somit kam Altendorf als Ortsteil von Kosma mit dem Kreis Altenburg an den Bezirk Leipzig; jener gehörte seit 1990 als Landkreis Altenburg zu Thüringen und ging 1994 im Landkreis Altenburger Land auf. Mit der Eingemeindung von Kosma nach Altenburg wurde Altendorf am 31. Dezember 1996 ein Ort innerhalb des Altenburger Ortsteils Kosma.

## Persönlichkeiten
- Bernhard Bischoff (1906–1991) – Paläograph, Philologe und Historiker